# Mønt
En mønt er en skive af metal, som har en fastsat økonomisk værdi, så den kan bruges som betalingsmiddel.

## Historie
Kongeriget Lydien var det første land, der prægede mønter af ædelmetal. Møntprægningen startede omkring 630 f.Kr.
Tissaphernes (ca. 445-395 f.Kr.), en persisk adelig var den første til at få sit portræt på en mønt.
Kelterne lavede mønter mellem 300 f.Kr. og 100 f.Kr. Deres mønter blev bl.a. lavet at bronze, sølv og guld.
Julius Cæsar var den første romer til at få sit portræt på en mønt som en særlig ære efter sine succesfulde erobringskampagner.

## Danske forhold
Den første danske mønt med årstal på er også Europas ældste middelaldermønt med årstal. Det er Valdemar Sejrs berømte mønt med indskriften Anno Domini MCCXXXIIII.

### Danmarks nuværende møntserie
De højstlydende 10- og 20-kroner er af det guldlignende aluminiumbronze (92% kobber, 6% aluminium og 2% nikkel), mellemgruppen af 1-, 2- og 5-kroner er af det sølvlignende kobbernikkel (75% kobber og 25% nikkel) og den mindste, 50-øren, er af kobberbronze (97% kobber, 2,5% zink og 0,5% tin).
10-kronen og 50-øren blev udstedt fra 1989, 20- og 5-kronen blev udstedt fra 1990 og 1- og 2-kronen blev udstedt fra 1992. 